# By Any Means
By Any Means es una serie documental de televisión en la que se siguen las peripecias del actor Charley Boorman. viajando desde Wicklow, Irlanda, hasta Sídney, Australia, empleando variadas formas de transporte. Se emitió entre junio de 2008 y diciembre de 2011.

## Antecedentes
Tras el éxito de los documentales de viajes en motocicleta Long Way Round y Long Way Down, junto a Ewan McGregor, By Any Means es el segundo esfuerzo en solitario de Boorman junto al productor Russ Malkin tras su anterior colaboración en Race to Dakar, en el que Boorman participaba en el Rally Dakar. La idea se gestó a finales de 2007, tras Long Way Down.

## Desarrollo
El equipo constaba tan solo de Boorman, Malkin y un cámara. La expedición comenzó el 12 de abril de 2008 en la casa del padre de Boorman en Wicklow. Boorman emplearía a lo largo de su viaje todo tipo de transportes, desde convencionales autobuses o trenes hasta veleros y elefantes. 
| Episodio | Inicio trayecto | Final trayecto  | País                   | Transporte                      | Medio |
| -------- | --------------- | --------------- | ---------------------- | ------------------------------- | ----- |
| 1        | Wicklow         | Kilkeel         | Irlanda                | Motocicleta                     | 1     |
| 1        | Kilkeel         | Douglas         | Isla de Man            | Barco pesquero                  | 2     |
| 1        | Douglas         | Liverpool       | Reino Unido            | Ferry                           | 3     |
| 1        | Liverpool       | Liverpool       | Reino Unido            | Taxi                            | 4     |
| 1        | Liverpool       | Coventry        | Reino Unido            | Tren                            | 5     |
| 1        | Coventry        | Londres         | Reino Unido            | Motocicleta                     | 5     |
| 1        | Londres         | Shoreham-by-Sea | Reino Unido            | Autobús de dos pisos            | 6     |
| 1        | Shoreham-by-Sea | Brighton        | Reino Unido            | Bote salvavidas                 | 7     |
| 1        | Brighton        | Dover           | Reino Unido            | "Classic MK1" Land Rover        | 8     |
| 1        | Dover           | Calais          | Francia                | Velero                          | 9     |
| 2        | Calais          | París           | Francia                | Citroën DS                      | 10    |
| 2        | París           | -               | Francia                | "Venice-Simplon" Orient Express | 11    |
| 2        | Alemania        | -               | Suiza                  | "Venice-Simplon" Orient Express | 11    |
| 2        | -               | -               | Austria                | "Venice-Simplon" Orient Express | 11    |
| 2        | -               | Venecia         | Italia                 | "Venice-Simplon" Orient Express | 11    |
| 2        | Venecia         | Venecia         | Italia                 | Góndola                         | 12    |
| 2        | Venecia         | Poreč           | Croacia                | Catamarán                       | 13    |
| 2        | Poreč           | Zagreb          | Croacia                | Zastava, modelo "Yugo"          | 14    |
| 2        | Zagreb          | Vukovar         | Croacia                | Zastava Modelo "Yugo"           | 14    |
| 2        | Vukovar         | Belgrado        | Serbia                 | Tren                            | 15    |
| 2        | Belgrado        | Belgrado        | Serbia                 | Bote en el Danubio              | 16    |
| 2        | Belgrado        | Sofía           | Bulgaria               | Tren                            | 17    |
| 2        | Sofía           | Estambul        | Turquía                | Tren                            | 18    |
| 2        | Estambul        | Batumi          | Georgia                | Minibús                         | 19    |
| 2        | Batumi          | Bakú            | Azerbaiyán             | Furgoneta Mercedes              | 20    |
| 2        | Bakú            | Astara          | Irán                   | Ferry                           | 21    |
| 2        | Astara          | Teherán         | Irán                   | Automóvil                       | 22    |
| 2        | Teherán         | Teherán         | Irán                   | Taxi                            | 23    |
| 2        | Teherán         | Bandar Abbas    | Irán                   | Tren                            | 24    |
| 3        | Bandar Abbas    | Dubái           | Emiratos Árabes Unidos | Catamarán                       | 31    |
| 3        | Dubái           | Bombay          | India                  | Buque de carga                  | 32    |
| 3        | Bombay          | Bombay          | India                  | Taxi                            | 33    |
| 3        | Bombay          | Bombay          | India                  | Tren urbano                     | 34    |
| 3        | Bombay          | Delhi           | India                  | Tren                            | 35    |
| 3        | Delhi           | Delhi           | India                  | Autorickshaw                    | 36    |
| 3        | Delhi           | Agra            | India                  | Royal Enfield Modelo "Bullet"   | 37    |
| 3        | Agra            | Kanpur          | India                  | Taxi                            | 38    |
| 3        | Kanpur          | Mirzapur        | India                  | Camión "Tata"                   | 39    |
| 3        | Mirzapur        | Mirzapur        | India                  | Tuk Tuk Piaggio                 | 40    |
| 3        | Mirzapur        | Ramnagar        | India                  | Jeep Mahindra                   | 41    |
| 3        | Ramnagar        | Benarés         | India                  | Bote de remos por el Ganges     | 42    |
| 3        | Benarés         | Benarés         | India                  | Bicicleta Rickshaw              | 43    |
| 4        | Benarés         | Gorakhpur       | India                  | Tren                            | 22    |
| 4        | Gorakhpur       | Sunaili         | India                  | Hindustan Modelo "Ambassador"   | 23    |
| 4        | Sunaili         | -               | Nepal                  | Minibús                         | 23    |
| 4        | -               | -               | Nepal                  | Jeep Mahindra                   | 23    |
| 4        | -               | -               | Nepal                  | Tractor                         | 24    |
| 4        | -               | -               | Nepal                  | Canoa                           | 25    |
| 4        | -               | Katmandú        | Nepal                  | Elefante                        | 26    |
| 4        | Katmandú        | Katmandú        | Nepal                  | Taxi                            | 26    |

Los países atravesados fueron los siguientes:
- Irlanda
- Reino Unido
- Francia
- Italia
- Croacia
- Serbia
- Bulgaria
- Grecia
- Turquía
- Georgia
- Azerbaiyán
- Irán
- Emiratos Árabes Unidos
- India
- Nepal
- China
- Vietnam
- Laos
- Camboya
- Tailandia
- Malasia
- Singapur
- Indonesia
- Australia

## Emisión
La serie espera ser estrenada en la BBC en otoño de 2008 y posteriormente en National Geographic. Se espera también la posterior publicación de la edición en DVD y libro. 